# Халиль Кюстендили-паша
Халиль Кюстендили-паша (около 1620 — 1685, Корони, Османская империя) — бейлербей (правитель провинции) Каменецкого эялета (1672-76, 1677-80). Начал карьеру у брата — Шатыра Хусейна-паши. При дворе султана дослужился до офицерского чина капыджи-паши — командира отряда дворцовой стражи. В течение 1663, 1665, 1666 и 1668 годов предназначался бейлербеем Эгеру (Венгрия), Стамбул, Анатолии (современные терр. Турции) и Румелии. Впоследствии стал бейлербеем г. Очаков. Проявил себя одарённым администратором, храбрым военачальником. С созданием осенью 1672 года Каменецкого эялета стал его первым бейлербеем и находился на этой должности (за исключением 1676-77 годов) до начала 1680 года. Сыграл ведущую роль в организации административно-территориального устройства вверенного ему эйялета, ввёл на его территории османскую модель социально-экономических отношений, которая не предусматривала закрепощение крестьян, в 1673 году занимался ремонтом укреплений города Каменец, прежде всего крепости и моста. В 1680 году уволен со службы по возрасту. В 1684 году назначен губернатором о-ва Хиос в Эгейском море, а в 1685 году — главнокомандующим турецкими войсками в Пелопоннесе. В этом же году умер от ран, полученных во время осады г. Корони (на юге Пелопоннеса).